# Molnár (foglalkozás)
A molnár mesterség az étkezésünkhöz szükséges magvak – kézi vagy természetes forrású erővel, újabban villanyárammal hajtott motorok segítségével történő – összezúzását, vagyis őrlését végzi az erre a célra szolgáló külön épületben, a malomban.

## Története

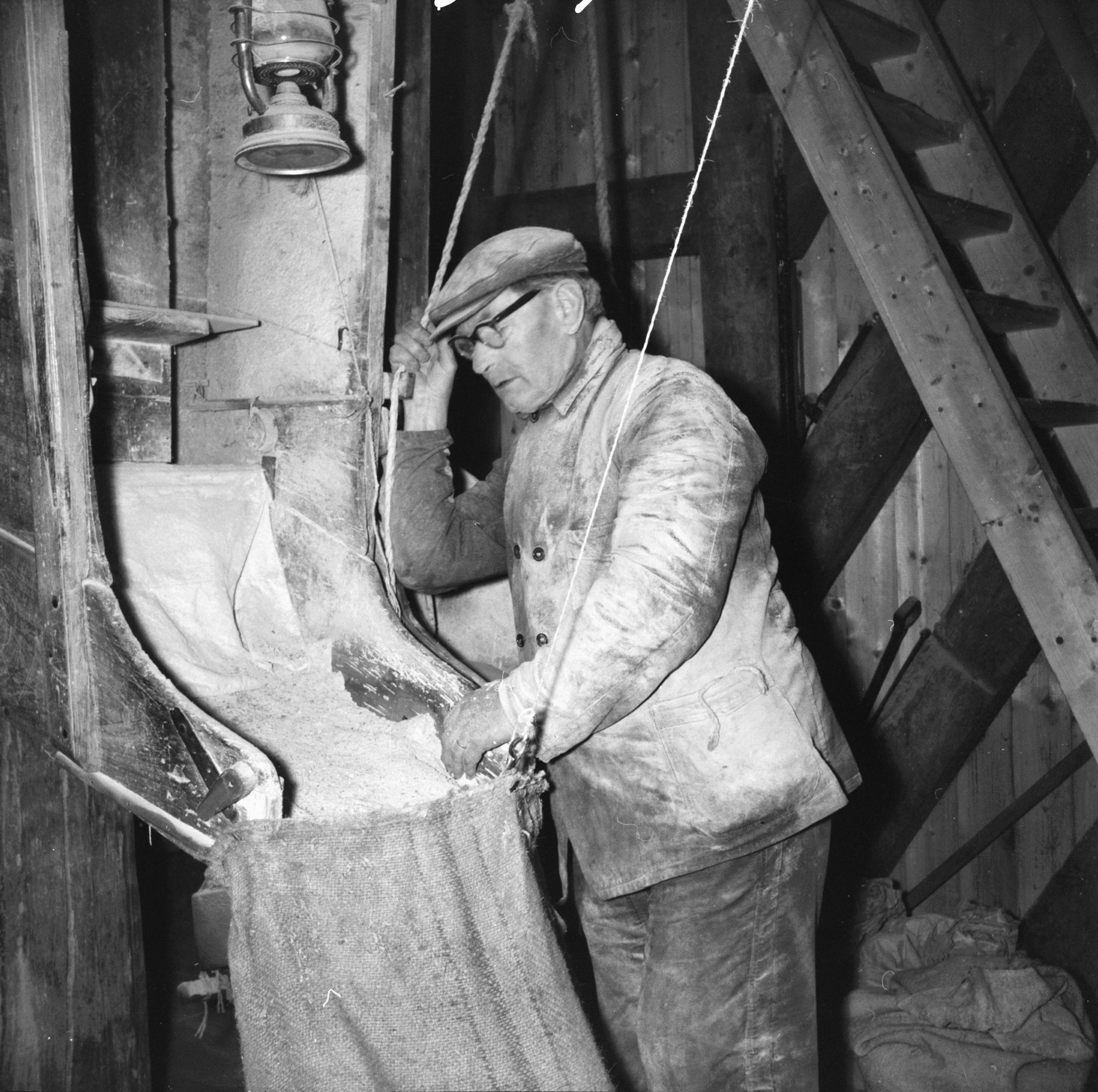
Molnár munka közben (1965)

A gabona és más magvak törése, sajtolása, vagy őrlése az emberiség ősi foglalkozásainak egyike.
A nők már az idők hajnala óta készítettek gabonafélékből lisztet a létfenntartáshoz szükséges és könnyebben fogyasztható táplálkozása miatt. A házi foglalkozást, - amit az őrlő kőlapon egy marokkő segítségével végeztek - jóval később felváltotta a nagyobb, törzsi majd faluközösségi igények ellátására is alkalmas kisebb-nagyobb, különféle technikájú és kivitelezésű őrlőszerkezet, amit már kézimalomnak neveztek. Később, a még jobban növekvő igények hatására a kézi erőt felváltotta a szél, a víz, vagy az állati erőre alapuló meghajtás, és a szerkezetek méretei is ház, illetve hajó méretűvé nőttek.
A háziiparból igen jól jövedelmező mesterség alakult ki, ahol a molnárok fizetség gyanánt jelentős összeget: általában a tizedét kapták az őrleménynek. Híres és gazdag céhekbe szerveződtek, és köztiszteletben álló, közfeladatokat is ellátó személlyé vált sok molnár, mert az őrletésre várakozás közben a parasztemberek a napi problémáktól az időszerű politikai eseményekig mindent meg tudtak vele és egymással beszélni. Az akkor őrölt liszt nem csak a malomkőről belekerült finom kőlisztportól, hanem a híres magyar búza íze, és ún. sikértartalma miatt is a boron kívül a legkeresettebb árucikké vált külhonban.
A malom legfontosabb elemein, a vízi vagy a széllapáton, s a keményfából faragott tengelyeken, fogaskerék-áttételeken kívül legismertebb eleme a malomkőpár, melyet a kővágók vágtak ki ékrepesztéses módszerrel a nagyobb tömbökből, majd a kőfaragók faragtak ki a kőbányákban, és onnan szállították el a malmokhoz. A kő színe elárulta honnan való, érdessége pedig az őrlemény finomságára volt befolyással. Többnyire kétszer-háromszor is átjáratták a lisztet a kövek között, az első durva-köves hántoló járatást követően. A malomkő átlag méteres átmérőjű és 20–40 cm vastag volt, közepén 15–20 cm-es lyuk volt a tengely számára, mely a felső kőnél nagyobb volt a garatból beömlő magok miatt. Mindkét követ a molnár íves-rézsútos irányban az ún. kéthegyű, malomkő-csákánnyal időnként megfaragta, javította, mert ezen az úton jutott ki a csúszdára a liszt. A lapos, kétélű csákány volt a molnárok második fő szerszáma, mellyel a kőfelület simaságát alakították, ennek erős kopása miatt később állítható-cserélhető betétet is alkalmaztak. A lisztet a végén abba a zsákba eresztették, amelyből a búza származott, és a molnárkocsin (kétkerekű álló taliga) kitolva azt a gazda a zsákra festett monogramja segítségével azonosított be. Az Arany János ismert trilógiájában szereplő Toldi Miklós még valószínűleg nem a 2-3 mázsás felső, vagy a 3-5 mázsás alsó követ dobta egy katonára, hanem a háziiparban használatos, 40–60 cm-es kövek egyikét.
Híresek voltak az alföldi paprikamalmok is.
Ha felütjük a magyar telefonkönyvet, a különböző családnevek gyakoriságát illetően a Molnárt, a Kovács és a Szabó név mellett a mezőny legelején találjuk. Ez a gyakoriság az 1700-as, 1800-as évekbeli helyzetet idézi, mivel akkoriban volt olyan gyakori a molnár foglalkozás, mint amilyen gyakori ma a Molnár név.

## A középkortól napjainkig
A középkorban a malomtulajdonosok egyházi vagy világi földesurak voltak. Eleinte kizárólag ők, de később a városi polgárjoggal rendelkező, módosabb emberek is kérhettek vízjogot, vagyis malomtartási jogot. Az 1800-as évek közepéig a molnár kifejezés alatt nem a malomtulajdonost, nem is a malombérlőt, hanem csak a malomban dolgozó mestereket értették. Ebben az időben kétféle molnár volt: a faragómolnár (aki a malmot építette és annak rendszeres felújításában tevékenykedett) a lisztes-molnár (az üzemeltetéssel foglalkozó molnár, aki a gabonából való lisztkészítés folyamatát végezte). A kisebb karbantartáshoz és javításokat ugyan a lisztes-molnár csinálta, de ha a malmot bővíteni kellett, vagy új vízikerékre, vagy gátra volt szükség, az a faragómolnár feladata volt. A faragómolnárok malomról malomra jártak a tulajdonos, vagy a malombérlő felkérése alapján. Ez így történt a vízimalmok, a patakmalmok és a hajómalmok esetében, és hasonlóan a szárazmalmok és a szélmalmok világában.
A 19. század közepétől megindult a malom mesterség iparosodása, ami azt jelenti hogy koncentrálódott és iparszerűbbé vált a malmi tevékenység, és egyre kevesebb molnárra lett szükség. A malomban megjelentek a molnár foglalkozás mellett más szakmák: a gépész, a lakatos, a bádogos, az asztalos, tehát egy gyáripari malom szakmák sokaságát kezdte foglalkoztatni. A malom műszaki felkészítése és karbantartása többé már nem a molnár dolga, fizikai munkája volt: az anyagokat átvette, megmérte, felvitte a malomba, felügyelte az egyes gépek helyes működését, majd a félkész termékeket zsákba vagy edénybe gyűjtötte (lezsákolta). Napjaink molnárja már nem hasonlít a népmesék molnárlegényére, mivel a gépesítés új korszakot nyitott a molnárság történetében is, iparrá vált, az ősi foglalkozás hagyományos jelentése pedig átértékelődött.
A 20. század közepén-végén nagy ipari robbanás érte a szakmát. A molnároknak a felügyeleti feladatkörét is átvette a technika. Olyan technikai rendszereket működtettek, ahol többnyire már csak a rendszer egészét kellett felügyelni. Ez létszámban még kevesebb molnár alkalmazását jelentette, a malmok száma is egyre csökkenni, de kapacitásuk növekedni kezdett. A nagyobb ipari malmokból élelmiszeripari üzemek alakultak ki, ahol a molnárok tevékenysége a gépesítéssel és az automatikus anyagmozgatás megjelenésével tovább csökkent, a feladat a gépekre rákerülő, és a gépekről lekerülő anyag ellenőrzése lett. Ez az ellenőrző feladatkör napjainkig jellemző a molnár szakmára. Csak egy vezető molnár (ún. főmolnár), pár segédmunkás és az adminisztrátor maradt. Az utóbbi feladata a gabona beszerzése, beszállíttatása, és a liszt értékesítése volt. A fizikai munka háttérbe szorulása sok más élelmiszeripari mesterséghez hasonlóan a molnárra is jellemző.

## A szakma oktatása
A céhes világ után továbbra is fennmaradtak az inasképzések, majd ipartestületek létrejötte után a szaktudásból vizsgázni lehetett. Az 1880-as években létrejöttek olyan képzőtanfolyamok a molnárok számára, melyek a molnároknak a technikai továbbképzését tették lehetővé.
Iskolarendszerű képzés csak 1945 után jött létre, az akkori szakmai egyesület és szakszervezet együttműködésével. 1948-ban ezeket a magániskolákat államosították, és létrejöttek az állami malmok is. A szülő az állami malommal kötött szerződést, hogy gyereke kétéves képzésben vehessen részt, amiből fél évet egy központi malomipari szakiskolában tanult. Majd létrejött a középfokú szakmai képzés 1954-ben, de ez 1965 körül átalakult. Élelmiszeripari szakiskolák, valamint a manuális molnárszakmán már túlmutató felsőfokú technikumok jönnek létre, de később ezek is átalakultak.
Ma Magyarországon több iskolának van jogosultsága malomipari szakmunkásképzésre, de a valóságban három iskola képez diákot: 
- Székesfehérváron a Szent István Mezőgazdasági és Élelmiszeripari Szakiskola,
- Nyíregyházán a Nyíregyházi Élelmiszeripari Szakiskola,
- Budapesten a Pesti Barnabás Élelmiszeripari Szakiskola.

A beiskolázás ma már nem jelentős.

## A szakma jövője
A molnár szakma meg fog maradni, amíg  mageredetű ételeket (cereáliákat) fogyasztunk, mert e magokat feldolgozó speciális szakemberre szükség lesz. Ilyen, több ezer év hagyománnyal rendelkező ételeink a kenyér- és lepényfélék, a tészta, a sütemény, a főzelékek és a kásafélék stb. A mindenkori termékfejlődés, malmi gyártmányfejlődés függvénye hogy mit csinál és milyen szinten a szakember. A jövő útja egyelőre az, hogy nagyobb üzemek jönnek létre, kevesebb dolgozói létszámmal. Az üzem költségmegtakarításaival foglalkozó ismeretek is egyre fontosabbak lesznek. Rendkívül éles küzdelem folyik közben a késztermékek elhelyezéséért és a nyersanyagok gazdaságos megszerzéséért. Ez egy olyan verseny, ahol a túlélés a tét, de nem mindegy hogy milyen áron. A malmi szakembereknek egyre inkább ennek a sokszínű versenynek kell megfelelniük...